# Fantasy Boys (nhóm nhạc)
Fantasy Boys (tiếng Hàn:  판타지 보이즈; tiếng Nhật: ファンタジー・ボーイズ; Romaja: Pantaji Boijeu; thường được viết cách điệu là FANTASY BOYS) là một nhóm nhạc nam Hàn Quốc được thành lập thông qua chương trình thực tế sống còn cùng tên của đài MBC TV vào năm 2023 và được quản lý bởi PocketDol Studio và M25. Nhóm bao gồm 11 thành viên: Soul, Kang Minseo, Lee Hanbin, Hikari, Ling Qi, Hikaru, Kim Wooseok, Hong Sungmin, Oh Hyeontae, Kim Gyurae và Kaedan. Họ ra mắt vào ngày 21 tháng 9 năm 2023, với đĩa mở rộng (EP) New Tomorrow .

## Lịch sử

### Hình thành thông qua show sống còn "Fantasy Boys",Yu Junwon rút khỏi đội hình ra mắt
Vào ngày 8 tháng 6 năm 2022, công ty sản xuất Phunky Studio chính thức thông báo rằng chương trình thử giọng thần tượng My Teen Girls Season 2  sẽ trở lại với phiên bản nam mang tên Fantasy Boys vào đầu năm sau. Vào ngày 23 tháng 8, MBC xác nhận chương trình sẽ phát sóng vào đầu năm 2023. Vào ngày 14 tháng 11, chương trình đã bắt đầu quay tập đầu tiên. 
Fantasy Boys khởi chiếu vào ngày 30 tháng 3 năm 2023,  trong khi đêm chung kết trực tiếp được phát sóng vào ngày 8 tháng 6, với các chàng trai xếp hạng trong top12 sẽ ra mắt trong nhóm nhạc mang tên FANTASY BOYS. Trong đêm chung kết, mười hai thí sinh khác nhau đã được tiết lộ để ra mắt: Yu Junwon xếp hạng nhất chung cuộc, Kim Gyu Rae xếp hạng 2, Hong Sungmin xếp hạng 3, Oh Hyeon Tae xếp hạng 4, Lee Hanbin xếp hạng 5, Ling Qi xếp hạng 6, Kang Minseo xếp hạng 7, Hikari xếp hạng 8, Soul (nghệ danh trước đây là Soul) xếp hạng 9, Kim Wooseok xếp hạng 10, Hikaru xếp hạng 11 và Kaedan xếp hạng 12.
Vào ngày 23 tháng 8, PocketDol Studio thông báo rằng FANTASY BOYS sẽ ra mắt với đội hình 11 thành viên mà không có Yu Junwon, do anh rời nhóm mà không được phép sau những bất đồng về hợp đồng giữa cha mẹ anh và công ty quản lý. 

### 2023: Ra mắt với"New Tomorrow", Soul tạm ngưng hoạt động, trở lại với "Potential"
Vào ngày 24 tháng 8 năm 2023, PocketDol Studio thông báo rằng FANTASY BOYS sẽ ra mắt vào ngày 21 tháng 9. 
Vào ngày 28 tháng 8, có thông báo rằng FANTASY BOYS sẽ ra mắt với đĩa mở rộng đầu tiên của họ, "New Tomorrow" vào ngày 21 tháng 9. 
Vào ngày 1 tháng 10, một tuyên bố đã được đưa ra thông báo rằng thành viên Soul sẽ tạm dừng mọi hoạt động theo lịch trình và trở về Trung Quốc do tình hình sức khỏe của cha và bà ngoại anh ngày càng xấu đi.
Vào ngày 21 tháng 10, PocketDol Studio thông báo rằng FANTASY BOYS sẽ trở lại vào cuối tháng 11, tiếp theo là một concert tại Nhật Bản vào tháng 12. Vào ngày 30 tháng 10, PocketDol Studio thông báo rằng nhóm sẽ trở lại vào ngày 24 tháng 11 với đĩa mở rộng thứ hai "Potential".

### 2024-nay: Ra mắt tại Nhật Bản, comeback với "Make Sunshine"
Vào ngày 10 tháng 4, có thông báo rằng FANTASY BOYS sẽ ra mắt tại Nhật Bản vào ngày 19 tháng 6 với đĩa mở rộng tiếng Nhật Make A Fantasy. 
Vào ngày 15 tháng 4, poster sắp ra mắt đã được công bố cho đĩa mở rộng thứ ba của nhóm, "Make Sunshine" phát hành vào ngày 2 tháng 5. 

## Thành viên
- Chú thích: In đậm là trưởng nhóm.

| Nghệ danh                 | Nghệ danh | Tên khai sinh     | Tên khai sinh  | Tên khai sinh | Tên khai sinh   | Thứ hạng | Ngày sinh         | Nơi sinh                       | Quốc tịch  |
| Latinh                    | Hangul    | Latinh            | Hangul         | Hanja         | Hán Việt        | Thứ hạng | Ngày sinh         | Nơi sinh                       | Quốc tịch  |
| Thành viên hiện tại       |           |                   |                |               |                 |          |                   |                                |            |
| Kang Minseo               | 강민서    | Kang Minseo       | 강민서         | 嫝珉瑞        | Khương Mẫn Từ   | 7        | 22 tháng 7, 2001  | Seoul, Hàn Quốc                | Hàn Quốc   |
| Lee Hanbin                | 이한빈    | Lee Hanbin        | 이한빈         | 李瀚穦        | Lý Hàn Bân      | 5        | 20 tháng 11, 2001 | Jeolla Nam-do, Hàn Quốc        | Hàn Quốc   |
| Hikari                    | 히카리    | Etani Hikari      | 에타니 히카리  | 江谷光        | Giang Cốc Quang | 8        | 21 tháng 1, 2002  | Osaka, Nhật Bản                | Nhật Bản   |
| Ling Qi                   | 링치      | Ling Qi           | 링치           | 凌崎          | Lăng Kỳ         | 6        | 4 tháng 6, 2002   | Bắc Kinh, Trung Quốc           | Trung Quốc |
| Hikaru                    | 히카루    | Urabe Hikaru      | 우라베 히카루  | 浦部光        | Phổ Bộ Quang    | 11       | 14 tháng 7, 2003  | Saitama, Nhật Bản              | Nhật Bản   |
| Kim Wooseok               | 김우석    | Kim Wooseok       | 김우석         | 金優晳        | Kim Vũ Thạc     | 10       | 12 tháng 3, 2004  | Seoul, Hàn Quốc                | Hàn Quốc   |
| Hong Sungmin              | 홍성민    | Hong Sungmin      | 홍성민         | 洪成旻        | Hồng Thành Mẫn  | 3        | 17 tháng 9, 2004  | Gyeongsangbuk-do, Hàn Quốc     | Hàn Quốc   |
| Oh Hyeontae               | 오현태    | Oh Hyeontae       | 오현태         | 吳晛態        | Ngô Huyễn Thái  | 4        | 13 tháng 8, 2008  | Hwaseong, Gyeonggi, Hàn Quốc   | Hàn Quốc   |
| Kim Gyurae                | 김규래    | Kim Gyurae        | 김규래         | 金奎來        | Kim Khuê Lai    | 2        | 28 tháng 2, 2009  | Inchoen, Hàn Quốc              | Hàn Quốc   |
| Kaedan                    | 케이단    | Kaedan Kunwoo Nam | 케이단 건우 남 | 南建宇        | Nam Côn Vũ      | 12       | 24 tháng 3, 2009  | Virginia, Hoa Kỳ               | Hoa Kỳ     |
| Kaedan                    | 케이단    | Nam Kunwoo        | 남건우         | 南建宇        | Nam Côn Vũ      | 12       | 24 tháng 3, 2009  | Virginia, Hoa Kỳ               | Hoa Kỳ     |
| Thành viên dừng hoạt động |           |                   |                |               |                 |          |                   |                                |            |
| Soul                      | 소울      | Liu Zekai         | 류저카이       | 刘泽闿        | Lưu Trạch Khải  | 9        | 19 tháng 10, 2000 | Thành Đô, Tứ Xuyên, Trung Quốc | Trung Quốc |
| Cựu thành viên            |           |                   |                |               |                 |          |                   |                                |            |
| Yu Junwon                 | 유준원    | Yu Junwon         | 유준원         | 劉俊員        | Lưu Tuấn Nguyên | 1        | 21 tháng 4, 2003  | Jeonju, Hàn Quốc               | Hàn Quốc   |

## Danh sách đĩa nhạc

### Đĩa mở rộng (EP)
| Tiêu đề        | Chi tiết | Thứ hạng cao nhất | Thứ hạng cao nhất | Doanh số                    |
| Tiêu đề        | Chi tiết | KOR               | JPN               | Doanh số                    |
| KOREA          | KOREA | KOREA             | KOREA             | KOREA                       |
| -------------- | --- | ----------------- | ----------------- | --------------------------- |
| New Tomorrow   | - Phát hành: Ngày 21 tháng 9 năm 2023 - Hãng đĩa: Kakao Entertainment - Định dạng: CD, digital download, streaming  | 7                 | 16                | - KOR: 112,353 - JPN: 8,365 |
| Potential      | - Phát hành: Ngày 23 tháng 11 năm 2023 - Hãng đĩa: Kakao Entertainment - Định dạng: CD, digital download, streaming | 11                | 50                | - KOR: 33,570 - JPN: 1,050  |
| Make Sunshine  | - Phát hành: Ngày 2 tháng 5 năm 2024 - Hãng đĩa: Kakao Entertainment - Định dạng: CD, digital download, streaming   | 5                 | —                 | - KOR: 48,773               |
| JAPAN          | |                   |                   |                             |
| Make a Fantasy | - Phát hành: Ngày 19 tháng 6 năm 2024 - Hãng đĩa: Kakao Entertainment - Định dạng: CD, digital download, streaming  | —                 | 4                 | - JPN: 7,246                |

### Đĩa đơn
| Tiêu đề                                                                                 | Năm  | Thứ hạng cao nhất | Album         |
| Tiêu đề                                                                                 | Năm  | KOR DL            | Album         |
| --------------------------------------------------------------------------------------- | ---- | ----------------- | ------------- |
| "New Tomorrow"                                                                          | 2023 | 136               | New Tomorrow  |
| "Potential"                                                                             | 2023 | —                 | Potential     |
| "Pitter-Patter-Love" (분명 그녀가 나를 보고 웃잖아)                                     | 2024 | —                 | Make Sunshine |
| "—" biểu thị một bản ghi âm không được xếp hạng hoặc không được phát hành ở lãnh thổ đó |      |                   |               |

## Giải thưởng và đề cử
| Lễ trao giải                 | Năm  | Hạng mục               | Người được đề cử/sản phẩm đề cử | Kết quả   | Ref.   |
| ---------------------------- | ---- | ---------------------- | ------------------------------- | --------- | ------ |
| Asia Star Entertainer Awards | 2024 | Hot Icon               | Fantasy Boys                    | Đoạt giải | [ 20 ] |
| Hanteo Music Awards          | 2023 | Tân binh của năm – Nam | Fantasy Boys                    | Đề cử     | [ 21 ] |
| Seoul Music Awards           | 2023 | Tân binh của năm       | Fantasy Boys                    | Đề cử     | [ 22 ] |